# Skytteholm, Ekerö kommun

Skytteholm är ett tidigare säteri vid Långtarmen i Ekerö socken på Ekerön, Ekerö kommun. Idag är Skytteholm en hotell- och konferensanläggning med en omfattande samling repliker av Carl Milles-skulpturer.

## Historik

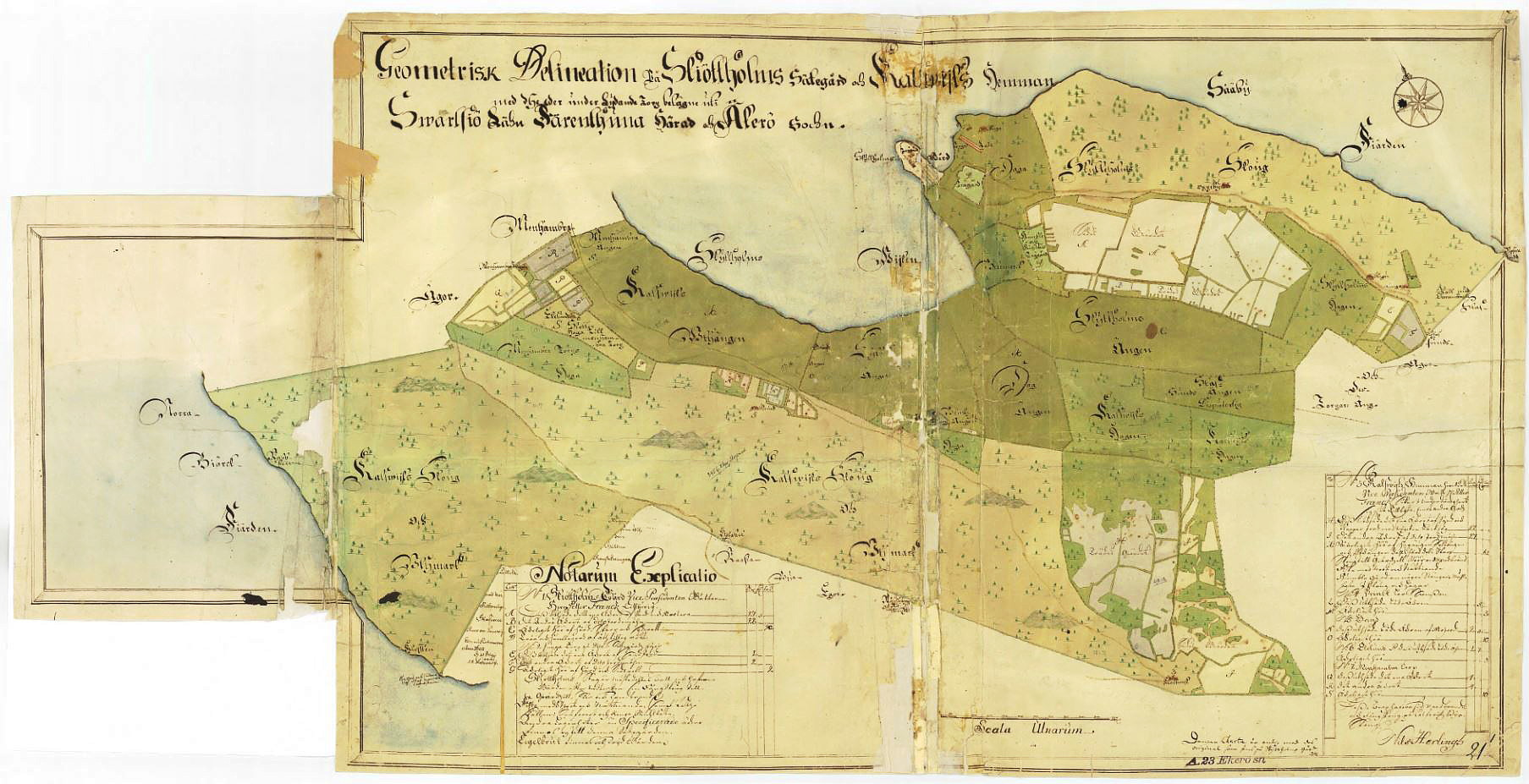
Skytteholms ägor på 1700-talet

Skytteholm vid Mälaren har anor från järnåldern. På 1000-talet restes en runsten, vilken fortfarande finns kvar på en av holmarna på golfbanan. Runorna på stenen lyder "Trotte och Ase reste stenen över sin Fader, Gud signe hans ande." Gården ”Skytteholm” omnämns för första gången 1416 som Wlghanbre (senare stavningar Ållhamra och Ulghamra). 
Säteriet grundades år 1631 av Johan Skytte. Här byggde friherre Johan Skytte, som även var riksråd, en liten träbyggnad, vilken beboddes av Skyttes tillsyningsmän (fogdar) och kom att benämnas Skytteholm. Delar av den ursprungliga byggnaden finns än idag bevarad som en del i den under 2013 delvis ombyggda och moderniserade herrgården. Efter Johan Skytte har säteriet ägts av många olika ägare. År 1918 blev generalkonsuln Isidor Fagraeus ägare och han lät färdigställda herrgården i dess nuvarande skick.

## Dagens Skytteholm
År 1942 köptes Skytteholm av Konsumentföreningen Stockholm och drevs som pensionat efter kriget. 1987 stod Skyttegården färdig och 1994 tillkom Mälarö Golfklubb med en 18-hålsbana. Golfbanan har i dag 27 hål och anses som en av Mälardalens bättre linksbanor. I dag är Skytteholm en hotell- och konferensanläggning. Skytteholm ägs av Konsumentföreningen Stockholm.

### Skulpturpark
Skytteholm är bekant för sin förnämliga samling av Carl Milles-skulpturer. I parken finns repliker av följande verk: ”Danserskorna” (1914), ”Lilla Tritonen” (1916), ”Solglitter” (1918), ”Dianafontänen II” (1939),  ”Två vildsvin” (1929), ”Skridskoprinsessan” (1949) och ”Människan och Pegasus” (1949).

## Bilder

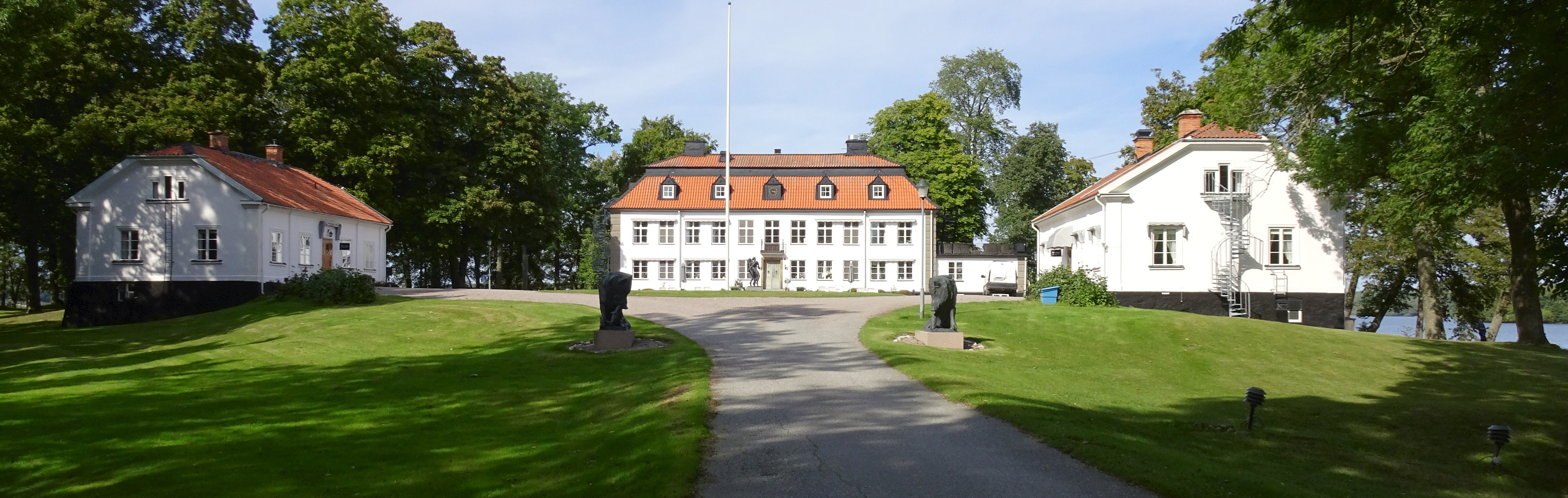
Skytteholms herrgård, huvudbyggnad med flyglarna. Infarten flankeras av Carl Milles "Två vildsvin".

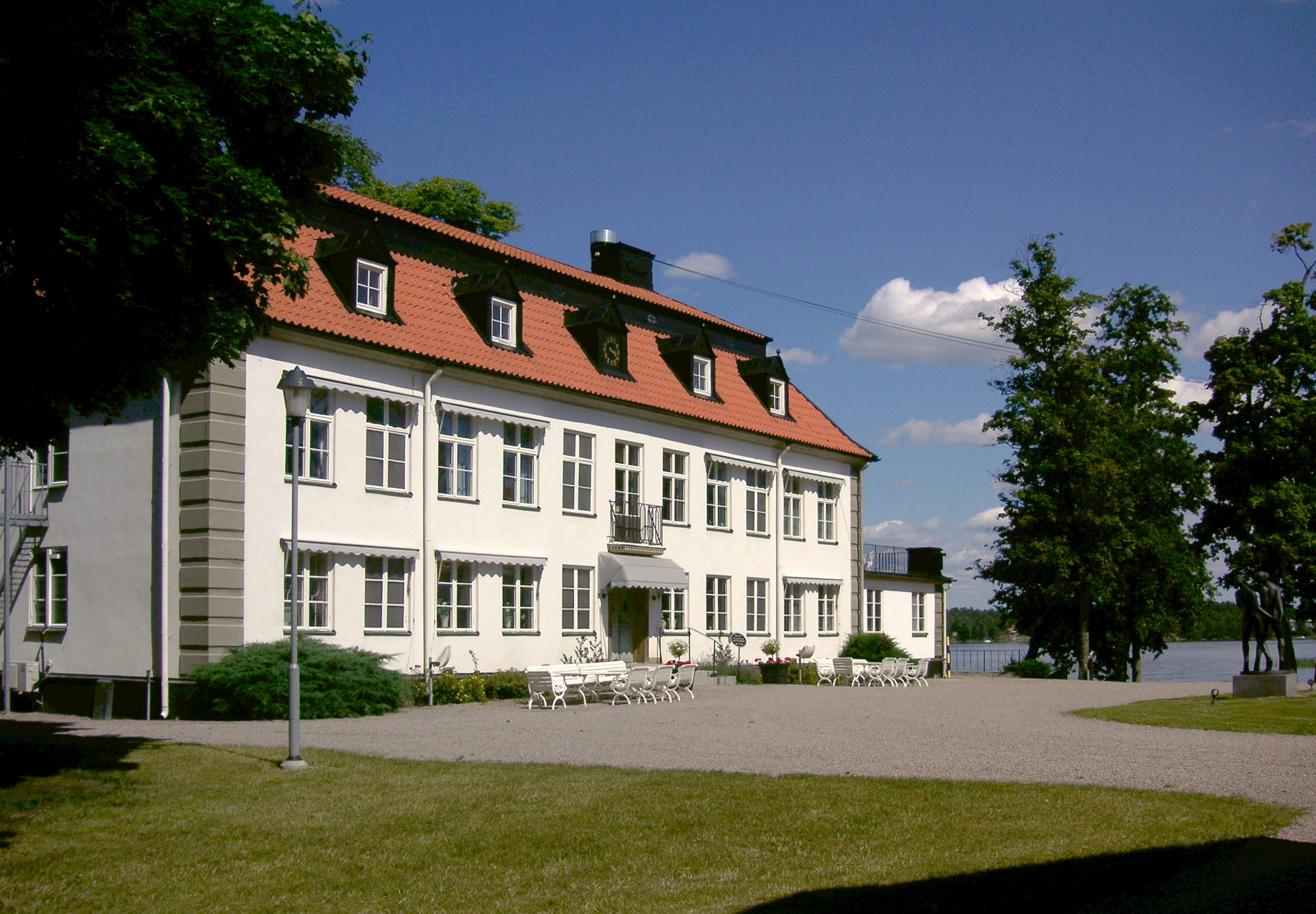
Skytteholm, huvudbyggnad
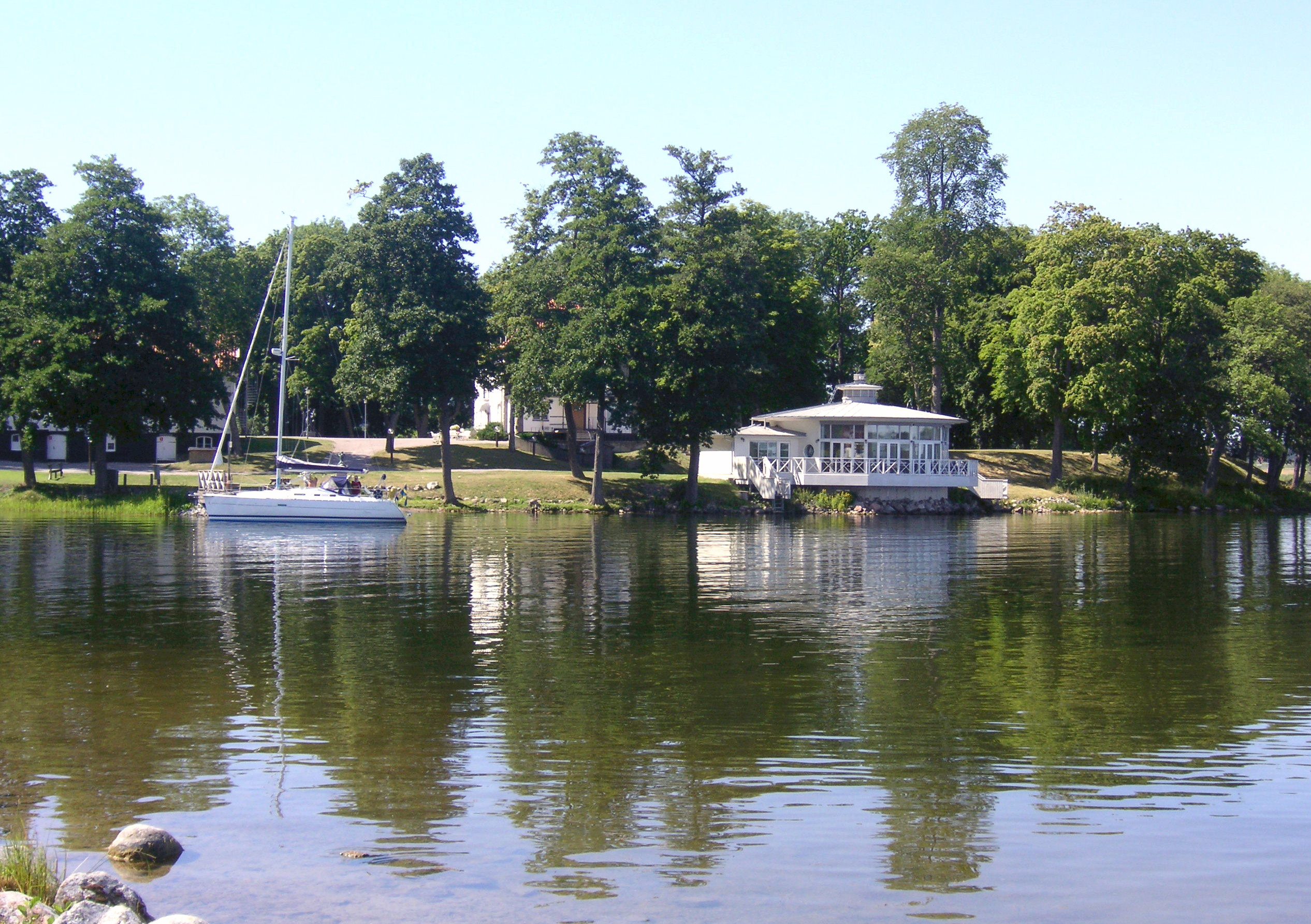
Sjöpaviljongen
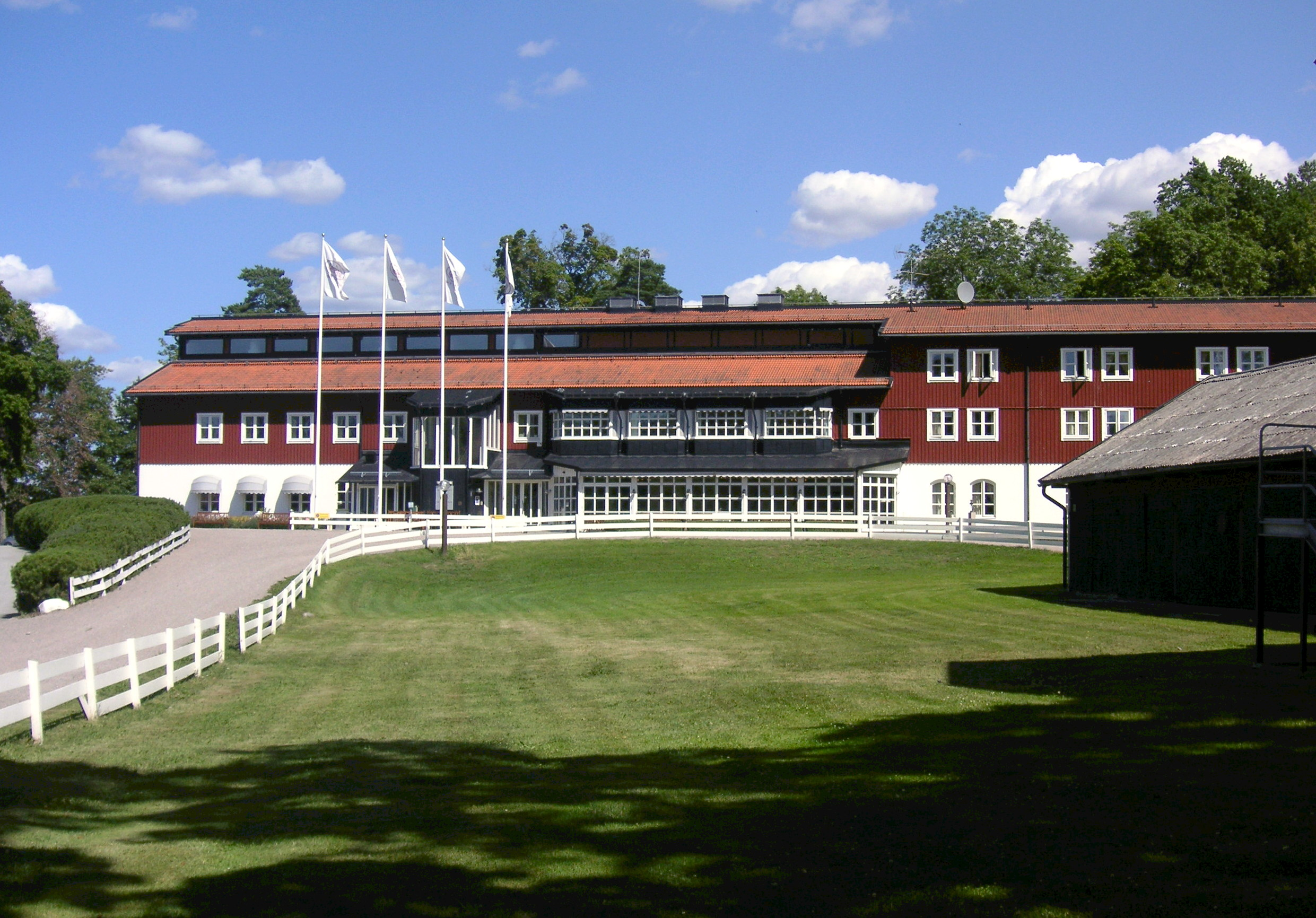
Kurs- och konferenscenter
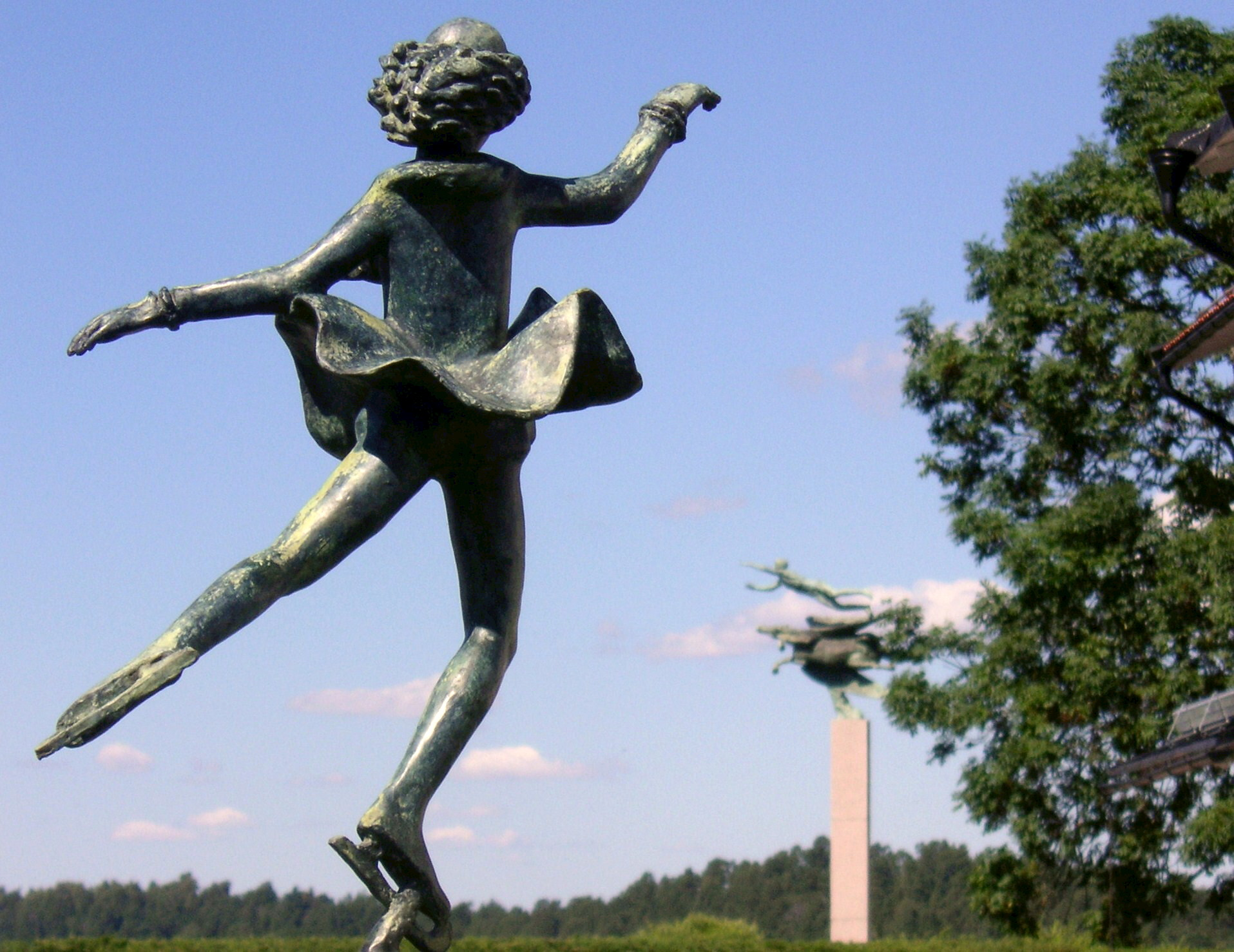
Carl Milles "Skridskoprinsessan"
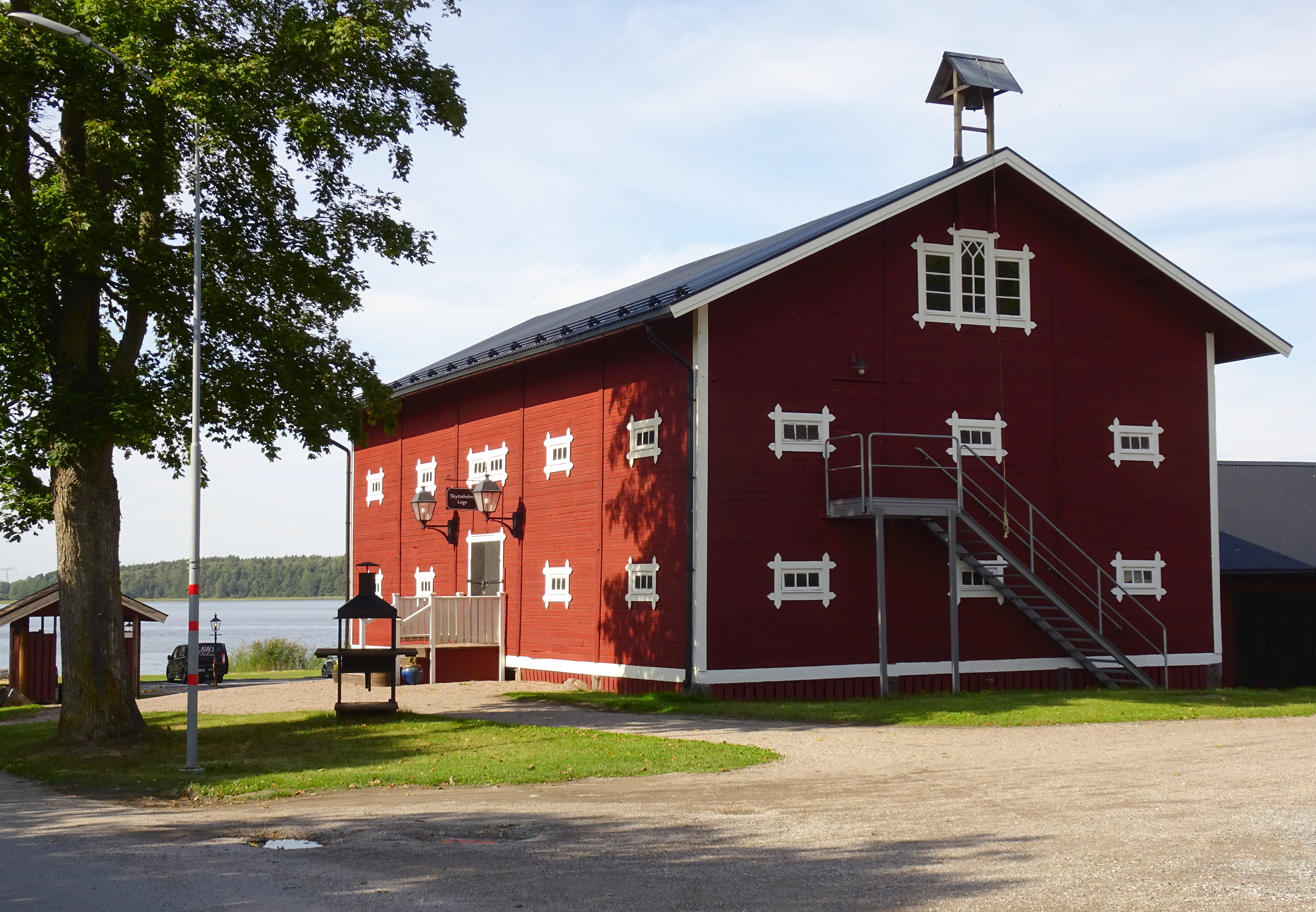
Skytteholms loge